# Phaenocarpa diffusa
Phaenocarpa diffusa är en stekelart som beskrevs av Chen och Wu 1994. Phaenocarpa diffusa ingår i släktet Phaenocarpa och familjen bracksteklar. Inga underarter finns listade i Catalogue of Life.